# لوگینوفسکایا
لوگینوفسکایا (به لاتین: Loginovskaya) یک منطقهٔ مسکونی در روسیه است که در استان آرخانگلسک واقع شده‌است.